# Orthoptik
Die Orthoptik (altgriechisch ορθοπτική orthoptiké „Geradesehen“) gehört zum Fachgebiet der Schielheilkunde (Strabologie), einer recht jungen Spezialdisziplin der Augenheilkunde. Sie beschäftigt sich präventiv, diagnostisch und therapeutisch mit allen motorischen und sensorischen Aspekten der Pathologie und Physiologie des beidäugigen Sehens (Binokularsehens). Bereits 1864 entwickelte der Ingenieur Louis Émile Javal – der „Erfinder der Orthoptik“ – in Frankreich ein erstes Stereoskop und gründete einen Orthoptisten-Kreis. Ihren Ursprung fand die klinische Orthoptik um 1930 in Großbritannien durch Mary Maddox, Tochter des englischen Augenarztes Ernest E. Maddox. Von dort fand sie in den 1950er Jahren ihren Weg auch nach Deutschland, wo der einflussreiche Strabologe Curt Cüppers als Wegbereiter für deren Verbreitung und Etablierung im augenheilkundlichen Leistungsspektrum gilt.

## Inhaltliche Schwerpunkte
Das wesentliche Aufgabengebiet der Orthoptik stellt die Diagnostik und Therapie aller Formen von gestörtem Binokularsehen, wie Schielerkrankungen, Blicklähmungen und Nystagmus, aber auch okulär bedingten Kopfzwangshaltungen dar. Insbesondere die umfangreiche, teils apparative, Diagnostik besitzt hierbei einen hohen Stellenwert, unterstützt sie doch in entscheidendem Maße die Indikationsstellung bei Schiel- und Nystagmusoperationen. Therapeutische Maßnahmen finden sich u. a. in Übungsbehandlungen zur Verbesserung des Binokularsehens, Amblyopiebehandlung (bspw. mittels Okklusion oder anderer pleoptischer Maßnahmen), Reduzierung / Beseitigung von Doppelbildern, spezielle Brillenanpassungen – häufig unter Verwendung von Prismengläsern, oder Anpassung vergrößernder Sehhilfen.
Ein weiterer Schwerpunkt liegt in der orthoptischen Rehabilitation. Sie dient der Nutzung und Optimierung einer vorhandenen Restsehleistung zum Beispiel durch Sehtraining und Vermittlung von Sehanwendungsstrategien zum Erhalt oder zur Rückgewinnung der visuellen Leistungsfähigkeit.
Seit einigen Jahren entwickelt sich der Tätigkeitsschwerpunkt der Neuroorthoptik als interdisziplinärer Bereich zwischen Augenheilkunde, Strabologie und Neurologie mit speziellen Krankheitsbildern des afferenten und efferenten okulomotorischen Systems und daraus resultierenden besonderen Untersuchungs- und Behandlungsverfahren. Die Neuroorthoptik kann als Teilbereich der Neuroophthalmologie gesehen werden.

## Organisation
Orthoptische Abteilungen findet man in Augen- und Rehakliniken, Frühförderstellen für Sehbehinderte, sowie in vielen Augenarztpraxen. Sie werden im Volksmund auch als Sehschulen bezeichnet. Das Fachgebiet hat ein eigenes Berufsbild hervorgebracht, das in Deutschland zu den Gesundheitsfachberufen und in Österreich zu den medizinisch-technischen Diensten zählt: den Orthoptisten. Da jedoch die überwiegende Mehrzahl der tätigen Personen weiblichen Geschlechts ist, spricht man im beruflichen Alltag und in der Literatur in der Regel von der Orthoptistin.
Die internationale Standesvertretung International Orthoptic Association ruft seit 2013 an jedem ersten Montag im Juni zum Internationalen World-Orthoptic-Day auf.